# Hernando de Alarcón

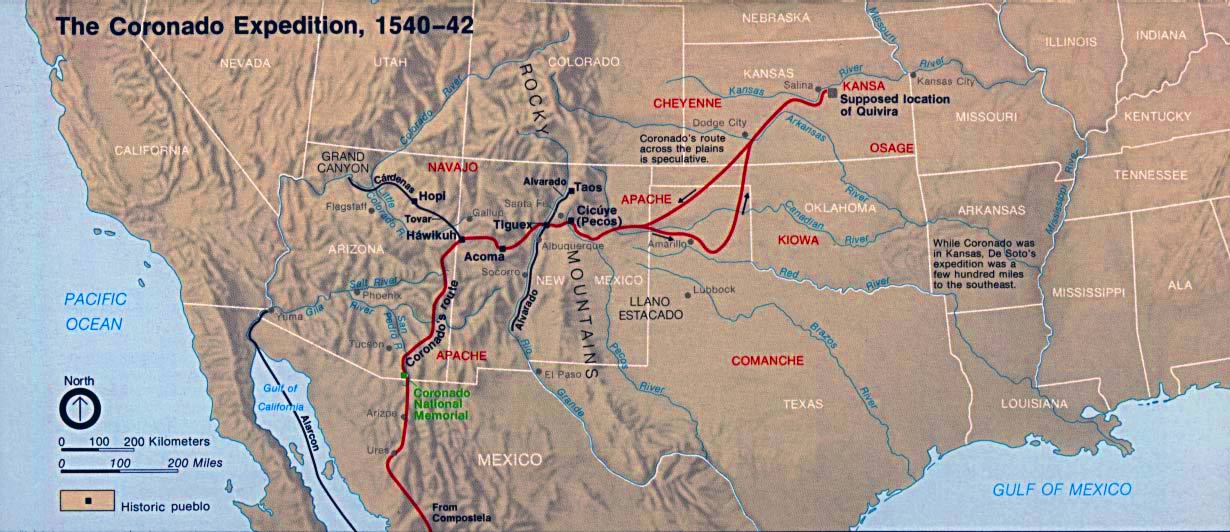
Mapa se zakreslenou cestou Hernanda de Alarcóna a Francisca Coronada v letech 1540 - 1542

Hernando de Alarcón (1500 Trujilo, Španělsko – okolo 1542?) byl španělský mořeplavec a conquistador. V roce 1540 plul podél mexického pobřeží na sever do Kalifornském zálivu, kde zjistil poloostrovní charakter tohoto území, které bylo do té doby považováno za ostrov. Tento objev Španělé tajili až do 18. století. Přinesl mnoho informací o zemi a obyvatelích Kalifornie a povodí řeky Colorada, zachované u Hakluyta v "Principal Navigations...", (Londýn 1589).